# Leopold von Neumann

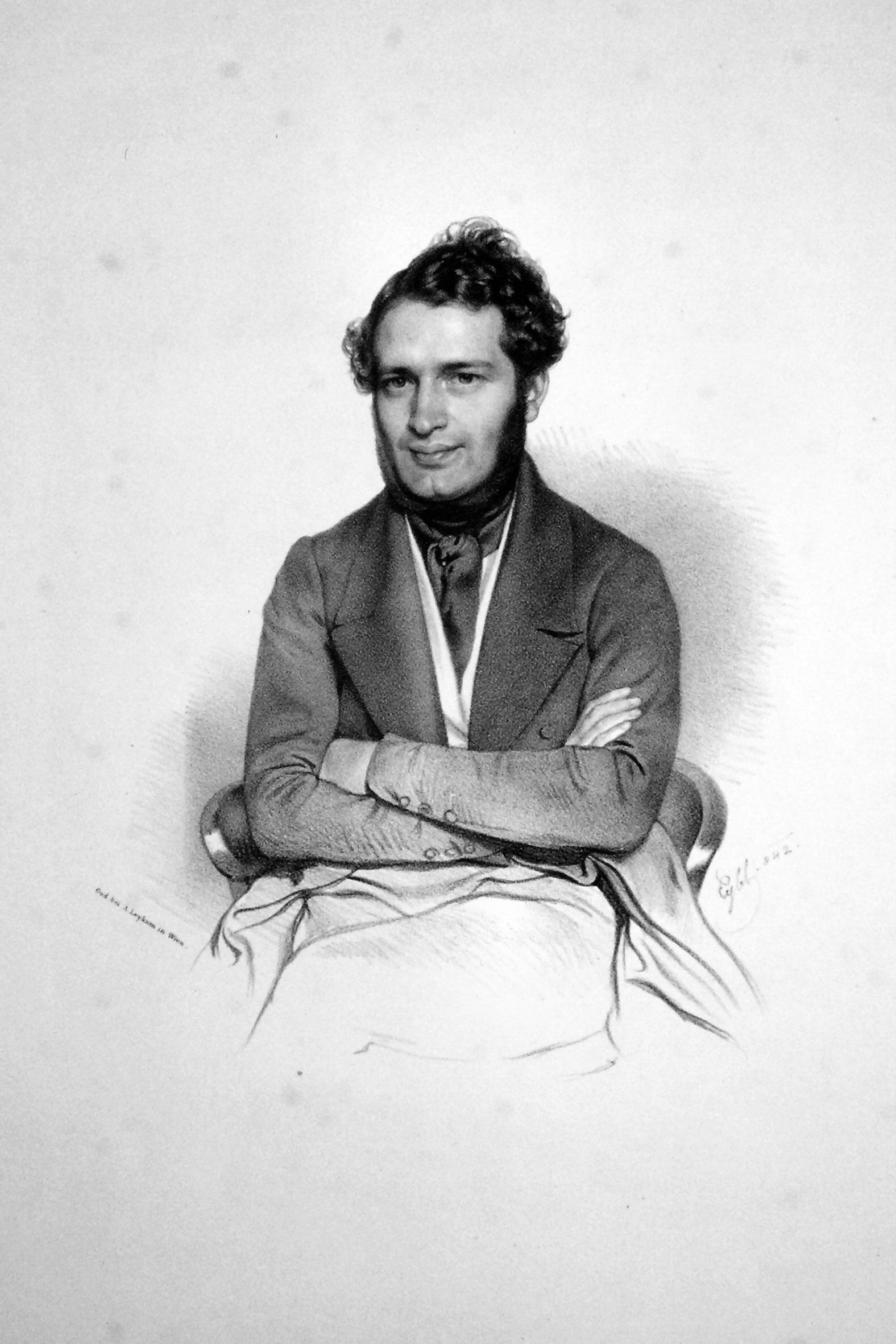
Leopold von Neumann (Franz Eybl, 1842)

Leopold Freiherr von Neumann (* 23. Oktober 1811 in Salischtschyky, Galizien; † 7. Dezember 1888 in Gries bei Bozen) war ein österreichischer Jurist und Staats- und Völkerrechtslehrer. Er wirkte von 1849 bis 1883 als Professor für Völkerrecht und Statistik an der Universität Wien und fungierte darüber hinaus ab 1869 als Mitglied des Herrenhauses, einer der beiden Kammern des österreichischen Reichsrates.

## Leben
Leopold Freiherr von Neumann wurde 1811 in Salischtschyky geboren und absolvierte nach dem Besuch des Gymnasiums in Czernowitz ein Jurastudium an den Universitäten Lemberg und Wien, das er 1834 mit der Promotion abschloss. Anschließend war er Hofkammerprokurator und darüber hinaus Supplent (Hilfslehrer) für Naturrecht und Statistik an der Theresianischen Ritterakademie (Theresianum) in Wien. Ab 1840 unterrichtete er dort als Professor die Fächer Völkerrecht und diplomatische Staatengeschichte. Von 1849 bis 1883 wirkte er als Professor für Völkerrecht und Statistik an der Universität Wien, an der er 1867/1868 Rektor und 1856/1857 Dekan der Juristischen Fakultät war.
Im Jahr 1848 wurde er nach der Märzrevolution in den neu entstandenen österreichischen Reichstag gewählt, dessen Mitglied er bis zur Auflösung im folgenden Jahr war. Darüber hinaus gehörte er mehrfach dem Wiener Gemeinderat an. Ab 1869 war er Mitglied auf Lebenszeit des Herrenhauses, bei dem es sich um eine der beiden Kammern des österreichischen Reichsrates handelte. Er starb 1888 in Gries bei Bozen.

## Auszeichnungen
Leopold Freiherr von Neumann wurde 1874 zum Mitglied des ein Jahr zuvor gegründeten Institut de Droit international (Institut für Völkerrecht) ernannt. Im Jahr 1880 folgte die Erhebung in den Freiherrenstand, darüber hinaus war er Ritter des Franz-Joseph-Ordens und des Ordens der Eisernen Krone.

## Werke (Auswahl)
- Handbuch des Konsulatswesens. Wien 1854
- Grundriß des heutigen europäischen Völkerrechts. Wien 1855
- Das Verhältnis Schleswig-Holsteins zu Dänemark. Wien 1864